# Yamaha RD 350
La RD 350 è una motocicletta giapponese facente parte della Serie RD, dotata di motore a due tempi bicilindrico frontemarcia, prodotta dalla Yamaha Motor e importata anche in Italia dal 1973 al 1994.

## Prima serie
Nei primi mesi del 1973 veniva importata con motore di 357 cm³, poi ridotto a 347 cm³ per ragioni fiscali. Anche la denominazione iniziale, R3 - R5 è diversa ed assume definitivamente quella di RD 350 nel 1973; nei primi due anni di produzione (RD 350 A) la moto era disponibile sia con un cambio a cinque che a sei marce, dopo (RD 350 B) venne solo prodotta la versione a sei marce.
Sul mercato italiano delle motociclette destinate ai diciottenni (a quei tempi il codice della strada limitava l'uso delle motociclette di cilindrata superiore a 350 cm³ ai maggiori di 21 anni, età in cui si veniva considerati maggiorenni) si doveva confrontare soprattutto con modelli dotati di propulsori a quattro tempi con caratteristiche di erogazione della potenza molto diverse, quali le Honda CB 350, CB 350 Four e le Moto Guzzi V35 ad esempio.
Si caratterizzava anche dalla presenza di un impianto frenante di tipo misto, freno a disco all'anteriore, freno a tamburo al posteriore; l'impianto di raffreddamento era ad aria e l'avviamento era esclusivamente a pedale. Veniva distribuita sul mercato italiano dalla Italjet, fino al 1976 importatore ufficiale della casa di Iwata, che nel 1975 ne allestì una versione rivista esteticamente per renderla maggiormente sportiva, chiamata "Cecottina" per ricordare la vittoria nel motomondiale del giovane Johnny Cecotto.
Anche nella versione di serie veniva in ogni caso pubblicizzata come la "350" più veloce in vendita grazie alla sua velocità massima dichiarata che era di 160 km/h.

## Seconda serie
Nel 1979 appare la seconda serie della moto che subisce una radicale trasformazione, abbandonando la precedente impostazione turistica per assumere vesti maggiormente sportive. Per adeguarlo alle norme sulle emissioni, anche il motore viene dotato di raffreddamento a liquido da cui la nuova sigla di RD 350 LC, inoltre viene introdotto anche il monoammortizzatore al posteriore.
Nel frattempo era tra l'altro cambiato anche l'importatore italiano, ora diventato la Belgarda, che riuscì a introdurre sul mercato italiano il nuovo modello solo nel 1981, anche a causa delle limitazioni all'importazione vigenti in quegli anni sul mercato italiano per le due ruote di piccola cilindrata.
Pur tuttavia, questo modello, trovava anche consensi in virtù dell'elegante design e, soprattutto, della notevole potenza espressa dal motore: 47 CV al momento della prima presentazione.

## Terza serie
Nella versione modificata del 1983, il telaio e le sospensioni vengono irrigidite, il serbatoio viene maggiorato a 20 litri e la carrozzeria viene predisposta per un tipo di guida sportiveggiante, fornendo la moto, per la versione "normale", di un cupolino e di un puntale, mentre per la versione F verrà dotata di carenatura integrale. Nel 1985 appare anche la versione N sprovvista invece interamente di protezioni aerodinamiche.
La differenza più importante della versione 1983 è però nella parte meccanica dove viene presentata per la prima volta la Yamaha Power Valves System, composta da valvole che parzializzano lo scarico, incrementando la coppia ai bassi e medi regimi.
Anche l'impianto frenate è potenziato, presentando il doppio disco all'avantreno e passando anche al posteriore dal tamburo al disco. La velocità dichiarata è di oltre 190 km/h.

## Quarta serie
Nella versione modificata del 1986, la carrozzeria viene ridisegnata e proposta nelle sole versioni N ed F, inoltre questa serie la moto ha un motore leggermente più potente, mentre le forcelle ritornano ad essere da 32 mm e viene ridimensionato il serbatoio.
Nel 1992 la moto cambia il faro, che diventa da singolo quadrato a doppio rotondo.
Dal 1988 fino al termine della produzione, avvenuta nel 1993 le RD venivano costruite solo dagli stabilimenti brasiliani di Manaus.